# Vågbandad skinnarbagge
Vågbandad skinnarbagge (Aclypea undata) är en skalbaggsart som först beskrevs av Müller 1776.  Vågbandad skinnarbagge ingår i släktet Aclypea, och familjen asbaggar. Enligt den finländska rödlistan är arten nationellt utdöd i Finland. Enligt den svenska rödlistan är arten nationellt utdöd i Sverige. . Arten har tidigare förekommit i Götaland, Öland och Svealand men är numera lokalt utdöd. Artens livsmiljö är odlingsmark.